# مارکو ملیناریچ
مارکو ملیناریچ (انگلیسی: Marko Mlinarić؛ زادهٔ ۱ سپتامبر ۱۹۶۰) بازیکن فوتبال اهل کرواسی است.
از باشگاه‌هایی که در آن بازی کرده‌است می‌توان به باشگاه فوتبال اوسر، باشگاه فوتبال کن و باشگاه فوتبال دینامو زاگرب اشاره کرد.
وی همچنین در تیم‌های ملی فوتبال یوگسلاوی و کرواسی بازی کرده‌است.